# Grande école
Grande école (doslovně velká škola), plurál grandes écoles je typ vysoké školy ve Francii, která poskytuje specializované vysokoškolské vzdělání. Studenti jsou na tento typ vysoké školy vybíráni pouze na základě přijímacího řízení a získávají odbornou přípravu na vysoké úrovni. Na některých školách je možné studovat až po ukončení vysokoškolského vzdělání na jiné běžné vysoké škole nebo univerzitě. První školy tohoto typu vznikaly již v polovině 18. století s cílem vyškolit státní zaměstnance v oblastech vojenství, hornictví, vodního a lesního hospodářství, správy, stavebnictví, zemědělství, námořnictví, veterinárního lékařství apod.

## Historie
Jako první byla založena Škola pro dělostřelecké důstojníky (École d'officiers d'artillerie) Ludvíkem XIV. v roce 1679 v Douai, která byla připojená k místní univerzitě. Vojenská škola v Paříži (École militaire) byla založena v roce 1748.
Vznikaly i školy technického zaměření pro techniky a inženýry: Škola stavebních inženýrů královských plavidel (École des ingénieurs-constructeurs des vaisseaux royaux) v roce 1741, Královská škola mostů a silnic (École royale des ponts et chaussées) 1747, Královská škola stavebního inženýrství v Mézières (École royale du génie de Mézières) 1748, Hornická škola v Paříži (École des Mines de Paris) 1783.
Rovněž v roce 1761 vznikla Královská veterinární škola v Lyonu (École royale vétérinaire) a v roce 1765 stejná ve městě Maisons-Alfort u Paříže. V roce 1780 byla založena Škola umění a řemesel v Paříži (École d'Arts et Métiers).
Další tři školy vznikly během Francouzské revoluce v roce 1794:
- Politik Lazare Carnot a matematik Gaspard Monge založili Ústřední školu veřejných prací (École centrale des travaux publics), v následujícím roce přejmenovanou na École Polytechnique.
- Normální škola (École normale) byla založena na příkladu rakouských škol (Normalschulen), které zakládaly Marie Terezie a Josef II. Škola byla v roce 1845 přejmenována na École normale supérieure.
- Národní konzervatoř umění a řemesel (Conservatoire national des arts et métiers)

Rovněž se z bývalých fakult Pařížské univerzity vytvořily nezávislé Právnická škola (École de droit) a Lékařská škola (École de médecine).
Všechny tyto školy měly za úkol vychovávat budoucí státní zaměstnance.
V době Restaurace vznikly:
- 1816: École nationale supérieure des mines de Saint-Étienne
- 1818: École navale
- 1819: École supérieure de commerce de Paris
- 1821: École nationale des chartes
- 1824: École royale des eaux et forêts
- 1826: Institution royale agronomique de Grignon
- 1829: École centrale des arts et manufactures

V době Druhého císařství:
- 1854: École des arts industriels et des mines v Lille
- 1857: École centrale lyonnaise pour l'Industrie et le Commerce

V době Třetí republiky:
- 1871: École libre des sciences politiques, dnes Institut d'études politiques de Paris
- École de commerce v Rouenu (1871), Lille (1872), Lyonu (1872), Marseille (1872) a Bordeaux (1874)
- 1878: École Supérieure de Télégraphie, dnes École nationale supérieure des télécommunications
- 1881: École des Hautes études commerciales de Paris
- 1882: École de Physique et de Chimie Industrielles de la Ville de Paris
- 1891: École d'ingénieurs de Marseille, později École supérieure d'ingénieurs de Marseille
- 1904: École Breguet, dnes École supérieure d'ingénieurs en électronique et électrotechnique
- 1905: École Spéciale de Mécanique et d'Électricité
- 1907: Cours Municipal d’Électricité Industrielle v Toulouse, dnes École nationale supérieure d'électrotechnique, d'électronique, d'informatique, d'hydraulique et des télécommunications
- 1930: Institut de science financière et d'assurances v Lyonu
- 1933: École de l'air et de l'espace v Salon-de-Provence

V době Čtvrté a Páté republiky:
- École nationale d'administration
- École nationale de la météorologie
- École nationale de la santé publique
- École nationale des travaux publics de l'État
- École nationale de l'aviation civile
- École des Hautes Études en Sciences Sociales
- Institut polytechnique des sciences avancées